# Nairobi Bypasses
 Nairobi Bypasses er nogle omfartsveje der er under anlægning omkring Kenyas hovedstad Nairobi.
Omfartsvejene bliver opført af den kenyanske regering, og bliver finansieret af kinesiske regering.
Omfartsvejene skal være med til at lette den tætte trafik i Nairobi Centrum, samt de omkringliggende forstæder.
Den nordlige omfartsvej er ca. 31 km lang, mens den østlige og den sydlige omfartsvej er henholdsvis ca. 28 km og 39 km lang.
- Northern Bypass mellem Limuru Road og Thika Road
- Southern Bypass mellem Kikuyu til Mombasa Road via Ngong Road
- Eastern Bypass mellem Mombasa Road og Ruiru-Kiambu Road